# Valentina Izbeșciuc
Valentina Izbeșciuc (n. 10 octombrie 1936, Orhei, România) este o actriță din Republica Moldova, care a jucat la Teatrul „Luceafărul” din Chișinău de la fondarea lui.
A studiat la Școala Teatrală Superioară „Boris Șciukin” din Moscova în 1955-1960, la profesorii Anna Orociko⁠(d) și I. Tolceanov.
Toată activitatea artistică și-a petrecut-o la Teatrul „Luceafărul”, debutând în 1960 în comedia lirică Hai să-ți ghicesc!. A jucat peste 30 de roluri, printre care se numără:
- Fedra în Ippolit⁠(d) de Euripide
- Olivia în A douăsprezecea noapte de William Shakespeare
- Lady Milford în Intrigă și iubire⁠(d) de Friedrich von Schiller
- Mașa în Pescărușul de Anton Cehov
- Olga în Trei surori de Anton Cehov
- Martirio în Casa Bernardei Alba⁠(d) de Federico García Lorca
- Mama în Amintiri de copilărie de Serafim Saka, după Ion Creangă
- Ruța în Păsările tinereții noastre de Ion Druță

A avut roluri minore în 4 filme produse de Moldovafilm:
- 1957: Не на своём месте (Nelalocul său – Katinka)
- 1962: Călătorie în april (Katinka)
- 1979: Vreau să cânt
- 1989: Без надежды надеюсь (Sper fără speranță)

A fost decorată cu titlurile Artistă Emerită din RSSM (1966), Artistă a Poporului din RSSM (1975), Premiul de Stat al RSSM (1978; în alte surse 1975). În 2010 este decorată, odată cu mai mulți colegi de la „Luceafărul”, cu Ordinul de Onoare de către Mihai Ghimpu.
A fost căsătorită cu Vasile Constantin (decedat), cu care are un fiu, Radu Constantin, actor la Teatrul din Râmnicu Vâlcea.